# Celama praetextula
Celama praetextula är en fjärilsart som beskrevs av Pierre Chrétien 1923. Celama praetextula ingår i släktet Celama och familjen trågspinnare. Inga underarter finns listade i Catalogue of Life.